# Stand by Me – Das Geheimnis eines Sommers
Stand by Me – Das Geheimnis eines Sommers ist ein US-amerikanischer Coming-of-Age- und Abenteuerfilm aus dem Jahre 1986 von Rob Reiner. Nach der Erzählung Die Leiche von Stephen King schildert er Erlebnisse von vier Jungen aus einer fiktiven amerikanischen Kleinstadt namens Castle Rock im Jahre 1959. Der Filmtitel leitet sich von Ben E. Kings Lied Stand by Me ab.

## Handlung
Im Jahr 1985: Der Schriftsteller Gordon Lachance sitzt in seinem Auto und sinniert über einen Zeitungsartikel, der über den Mord an dem Anwalt Christopher Chambers berichtet. In Jugendtagen war Chambers sein bester Freund und der Schriftsteller erinnert sich nun an die damalige Zeit.
Im Spätsommer 1959 sind Gordie Lachance und Chris Chambers zwölfjährige Jungen; sie leben in ihrer beschaulichen Heimatstadt Castle Rock in Oregon. Zusammen mit ihren gleichaltrigen Freunden Teddy Duchamp und Vern Tessio beschließen die beiden, sich auf die Suche nach der Leiche von Ray Brower zu machen. Brower ist ein Junge in ihrem Alter, über dessen Verschwinden das Radio schon seit Tagen berichtet. Vern hatte seinen älteren Bruder Billy heimlich belauscht und herausgefunden, dass dieser die Leiche Browers in der Nähe eines Waldstückes an einem Bahndamm gefunden hatte. Da Billy jedoch mit einem gestohlenen Auto unterwegs war, möchte er den Fund nicht der Polizei melden.
Nun hoffen die vier Jungen, mit dem Entdecken der Leiche etwas lokalen Ruhm zu ernten. Mit ihrem Wissen über den Fundort der Leiche brechen die Jungen zu einer zweitägigen Wanderung auf, welche immer wieder von diversen Problemen aufgehalten wird. Der riesige Wachhund eines unfreundlichen Schrottplatzbesitzers jagt ihnen hinterher, sie geraten beim Überqueren einer Eisenbahnbrücke in Lebensgefahr und schließlich müssen sie ihre Angst vor Blutegeln und dem Übernachten im Wald überwinden.
Immer wieder kommt es zu emotional aufgeladenen Gesprächen zwischen den vier Pubertierenden, da jeder Probleme mit sich herumträgt: Der eher schüchterne Bücherwurm Gordie wird von seinen Eltern daheim kaum beachtet, da sein älterer Bruder Denny vor einigen Monaten bei einem Autounfall ums Leben kam und die Eltern tief in ihrer Trauer stecken. Die in der Kleinstadt verachtete Familie von Chris besteht aus Kriminellen und er fürchtet, trotz seiner vorhandenen Stärken selbst in die falsche Spur abzurutschen. Teddy ist gelegentlich gewalttätig und aufbrausend, weil er es von seinem Vater, einem abgedrehten Weltkriegs-Veteran, nie anders lernte. Der übergewichtige und ängstliche Vern ist häufig die Zielscheibe von Spott, selbst unter seinen Freunden.
Derweil plaudert Verns Bruder Billy sein Wissen über den toten Jungen in Gegenwart des Jugendbandenführers Ace Merrill, genannt „King“, aus. Ace und seine Kumpanen brechen daraufhin mit dem Auto auf, um die Leiche zu holen. Die vier Jungen gelangen zuerst zu der Leiche, treffen jedoch wenig später auf Ace und seine Begleiter. Diese fordern unter Androhung von Gewalt für sich ein, die Leiche zuerst gefunden zu haben. Mit Hilfe einer Pistole, die Chris von zuhause mitgehen ließ, kann der überraschend mutige Gordie die Halbstarken vertreiben. Die Leiche von Brower belassen die Jungen jedoch vor Ort und melden den Fundort durch einen anonymen Telefonanruf.
Nachdem die Freunde nach Castle Rock zurückgekehrt sind, bricht die Gruppe schleichend auseinander. Lachance berichtet (als Erzähler im Off), dass Chris und er nach den Sommerferien auf die Junior High School gewechselt sind und sich danach immer seltener mit Vern und Teddy getroffen haben. Er erzählt außerdem von den Umständen des Todes von Chris Chambers, der eine Streiterei in einem Schnellrestaurant schlichten wollte und dabei von einem der beiden Beteiligten erstochen wurde. In der Schlussszene tippt der erwachsene Gordon Lachance die letzten Sätze seiner Geschichte in einen Computer. Dann bricht er mit seinem Sohn und dessen Freund zum Schwimmen auf.

## Hintergrund

### Entstehungsgeschichte
Die Novelle Die Leiche von Stephen King (Originaltitel: The Body) stammt aus dessen 1982 veröffentlichter Novellensammlung Frühling, Sommer, Herbst und Tod und weist autobiografische Züge aus Kings Lebensgeschichte auf. Die Figuren Vern Tessio, Ace Merrill, Gordon Lachance und andere kommen auch in anderen Geschichten und Romanen vor, die in und um die fiktive Kleinstadt Castle Rock spielen. Castle Rock kommt als Handlungsort in vielen Romanen und Erzählungen von Stephen King vor (siehe dazu auch Castle-Rock-Zyklus). Die von Stand-by-Me-Regisseur Rob Reiner im Jahr 1987 gegründete Produktionsfirma trug auch den Namen Castle Rock Entertainment und verfilmte später noch mehrere Werke Kings.
Die Produzenten und Drehbuchautoren Bruce A. Evans und Raynold Gideon wurden von fast jedem großen Hollywood-Studio abgelehnt, da man nicht an den kommerziellen Erfolg eines solchen Projektes glaubte. Erst bei dem kleinen Filmstudio Embassy Pictures erhielten sie ihre Chance, dabei wurde ihnen ein Produktionsbudget von acht Millionen US-Dollar zur Verfügung gestellt. Zwei Tage vor Produktionsbeginn wurde allerdings Embassy Pictures an Columbia verkauft. Columbia-Produktionschef Guy McElwaine ließ die Produktion zu Stand by Me aufhalten, da er nicht an den Erfolg des Projektes glaubte. Gerettet wurde die Produktion nur dadurch, dass der ehemalige Embassy-Produzent Norman Lear den Film mit Geld aus seinem Privatvermögen finanzierte. Ironischerweise vertrieb Columbia Stand by Me später in den Kinos, auch weil Guy McElwaines Meinung über den Film einen Umschwung erhielt, als seine Kinder sich nach einer Privatvorführung ausgesprochen begeistert gezeigt hatten.
Anfänglich sollte Adrian Lyne Regie führen, doch dessen Dreharbeiten zu 9½ Wochen verzögerten sich so weit, dass er die Regie an Rob Reiner abgeben musste. Reiner war ursprünglich ein Schauspieler gewesen und hatte erst zwei Jahre zuvor mit This Is Spinal Tap sein Regiedebüt absolviert. In seinem dritten Film Stand by Me sah Reiner auch einen Spiegel seiner eigenen Jugendzeit, denn er gehört wie Stephen King dem Jahrgang 1947 an und war somit selbst 1959 zwölf Jahre alt. Ebenfalls hatte er wie mehrere Figuren in seinem Film zeitweise eine schwierige Beziehung zu seinem Vater, dem bekannten Regisseur und Schauspieler Carl Reiner, in dessen Schatten er viele Jahre stand. Rob Reiner legte nach eigenen Angaben besonderen Wert darauf, dass die Rolle von Gordie zur deutlichen Hauptfigur ausgebaut wurde, während sie im ursprünglichen Drehbuch nicht größer als die der anderen drei Figuren gewesen war.

### Titel
Bis zum März 1986 sollte der Film wie Kings Novelle den Titel The Body tragen, doch Columbia Pictures zeigte sich kritisch. Die Verantwortlichen befürchteten, der Titel könnte in die Irre führen, denn „… es klang entweder nach einem Sexfilm, einem Bodybuilder-Film oder einem neuen Stephen-King-Horrorstreifen“, wie sich Raynold Gideon erinnerte. Rob Reiner schlug daraufhin den Titel Stand By Me vor, nach dem gleichnamigen Lied von Ben E. King. Die Filmmusik zitiert schon am Anfang des Films einige Akkorde aus dem Song.

### Drehorte und Dreharbeiten

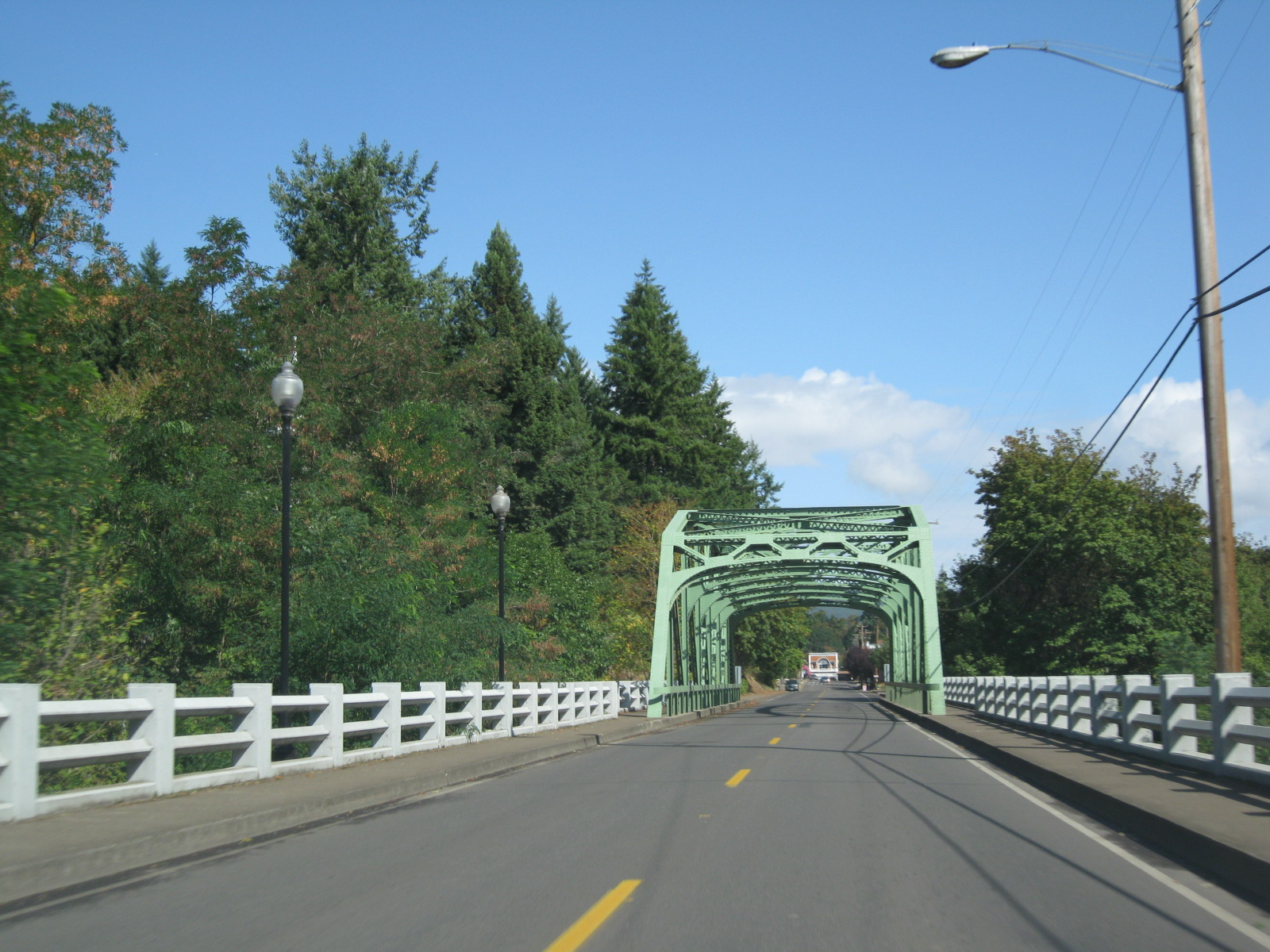
Ein Drehort: Die Brücke nahe der Stadt Brownsville, Oregon

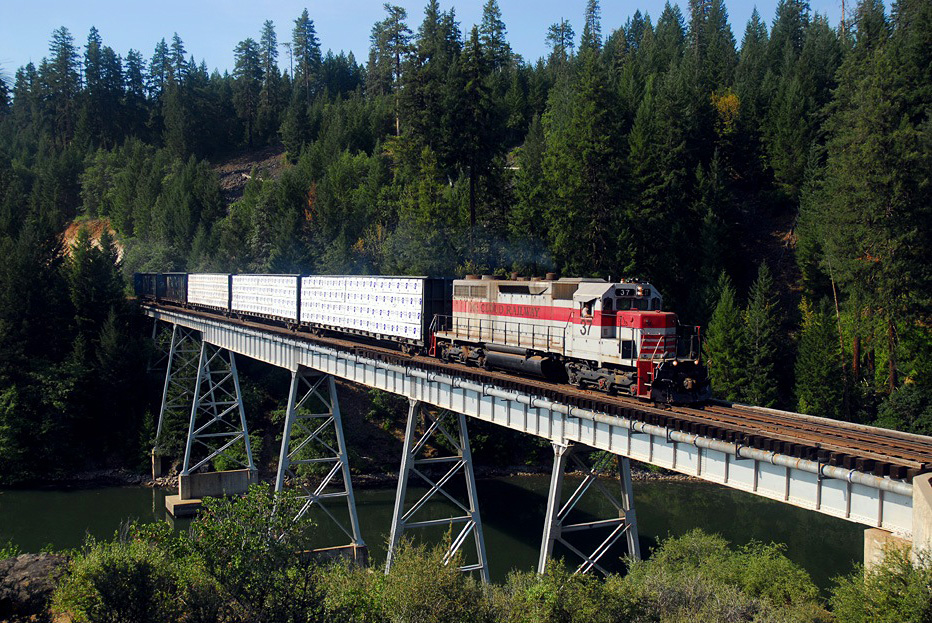
Ein Drehort: Brücke über den Lake Britton, Shasta County, Kalifornien

Im Gegensatz zur Romanvorlage, in der sich die fiktive Kleinstadt Castle Rock im Bundesstaat Maine befindet, wurde Castle Rock im Film in Oregon angesiedelt. Dort fanden auch die meisten Dreharbeiten während des Sommers 1985 statt. Als Dorf Castle Rock fungierte das ländliche Brownsville, welches zum damaligen Zeitpunkt unter 1300 Einwohner fasste und äußerlich noch in den 1950er-Jahren stehengeblieben zu sein schien. Die Kleinstadt bietet mittlerweile verschiedene touristische Attraktionen rund um den Film an und feiert seit 2007 einen Stand-By-Me-Tag.
Die Szenen an der Bahnstrecke wurden zum großen Teil an der Oregon, Pacific and Eastern Railway gedreht, die bis zur Einstellung des Betriebes im Jahr 1994 auf 29 Kilometern zwischen den Kleinstädten Cottage Grove und Disston fuhr und von der heute bis auf wenige Ausnahmen nichts mehr existiert. Bereits Buster Keaton hatte in den 1920er-Jahren dieselbe Strecke für seinen Stummfilmklassiker Der General verwendet.
Die Szene, in welcher die vier Jungen vor dem Zug flüchten müssen, wurde auf einer Strecke der kalifornischen McCloud Railway im Shasta County gedreht, welche mit ihren Schienen über den Lake Britton führt. Eingesetzt wurde bei den Dreharbeiten eine Prairie-Lokomotive aus dem Jahr 1925 (McCloud Railway 25), die noch heute in Betrieb ist. In der Szene mit dem Zug kamen auch vier Stuntfrauen als Double für die Schauspieler zum Einsatz. Für die jungen Darsteller wäre dieser Einsatz zu gefährlich gewesen. Trotzdem mussten diese für einige Einstellungen auf der Brücke über dem Lake Britton laufen, welche kaum abgesichert und rund 25 Meter hoch war.

### Besetzung
Für die Rolle des erwachsenen Gordon Lachance waren David Dukes und Michael McKean im Gespräch, ehe die Rolle an Richard Dreyfuss ging, der nach Überwindung seiner langjährigen Drogensucht gerade ein Comeback in Hollywood versuchte. Die Geschichten über die Figuren am Ende des Films sind zumindest für drei der sie spielenden Hauptdarsteller teilweise zutreffend: River Phoenix verstarb jung, Corey Feldman war im Laufe seiner Drogenkarriere inhaftiert und Wil Wheaton ist heutzutage als Autor tätig. Wil Wheaton äußerte sich 2011 in einem Interview darüber, wie die Figuren mit ihren Darstellern korrespondierten, und sah die Besetzungsentscheidungen von Reiner als Mitgrund für den Erfolg:

„Rob Reiner hat vier Jungen gefunden, die im Grunde genommen die Charaktere waren, die wir spielten. Ich war ungeschickt und nerdig und schüchtern, fühlte mich in meiner Haut nicht wohl und war wirklich, wirklich sensibel, und River war cool und richtig klug und leidenschaftlich, sogar in diesem Alter wie eine Vaterfigur für einige von uns, Jerry war eine der witzigsten Personen, die ich je in meinem Leben gesehen habe, und Corey war unglaublich wütend und in einem unvorstellbaren Zustand von Schmerz und hatte eine wirklich schlechte Beziehung zu seinen Eltern (Rob Reiner found four young boys who basically were the characters we played. I was awkward and nerdy and shy and uncomfortable in my own skin and really, really sensitive, and River was cool and really smart and passionate and even at that age kind of like a father figure to some of us, Jerry was one of the funniest people I had ever seen in my life, either before or since, and Corey was unbelievably angry and in an incredible amount of pain and had an absolutely terrible relationship with his parents.)“

### Soundtrack
Jack Nitzsche war für die Filmmusik verantwortlich. Im Film sind zahlreiche Doo-Wop- und Rock-’n’-Roll-Songs enthalten, die sich zum Zeitpunkt der Filmhandlung Ende der 1950er-Jahre großer Popularität erfreuten. Der titelgebende Song Stand by Me von Ben E. King wurde eigentlich erst 1961 – also zwei Jahre nach Zeitpunkt der Filmhandlung – veröffentlicht, ein möglicher Anachronismus wurde aber dadurch verhindert, dass der Song erst im Abspann zu hören ist. Am 8. August 1986 erschien in den Vereinigten Staaten ein Soundtrack-Album, auf dem insgesamt zehn der im Film gespielten Lieder enthalten waren.
Stand by Me kam im Zuge des Filmerfolges als Wiederveröffentlichung erneut in die Charts. Im 1986 dazugedrehten Musikvideo treten die Darsteller Wil Wheaton und River Phoenix an der Seite von Sänger Ben E. King auf. Im Folgenden eine Übersicht über die im Film enthaltenen Lieder:
- Book of Love von The Monotones
- Come Go with Me von The Del-Vikings
- Come Softly To Me von The Fleetwoods
- Everyday von Buddy Holly
- Get a Job von The Silhouettes
- Great Balls of Fire von Jerry Lee Lewis
- Hushabye von The Mystics
- Let the Good Times Roll von Shirley & Lee
- Lollipop von The Chordettes
- Mr. Lee von The Bobbettes
- Rockin’ Robin von Bobby Day
- Stand by Me von Ben E. King
- Whispering Bells von The Del-Vikings
- Yakety Yak von The Coasters

## Synchronisation
Die deutsche Synchronfassung entstand zur deutschen Kinopremiere 1987 in den Ateliers der Berliner Synchron GmbH Wenzel Lüdecke in Berlin. Für Dialogbuch und Dialogregie war Lutz Riedel verantwortlich. Im Film hört man Sven Plate als Synchronstimme von Gary Riley. Sven Plate wurde später u. a. in den Serien Raumschiff Enterprise – Das nächste Jahrhundert und The Big Bang Theory zur Synchronstimme von Wil Wheaton.
| Rolle                                                    | Darsteller         | Synchronsprecher  |
| -------------------------------------------------------- | ------------------ | ----------------- |
| Gordon „Gordie“ Lachance (jung)                          | Wil Wheaton        | Tarek Helmy       |
| Gordon „Gordie“ Lachance (erwachsen), als Schriftsteller | Richard Dreyfuss   | Norbert Gescher   |
| Chris Chambers                                           | River Phoenix      | Timmo Niesner     |
| Teddy Duchamp                                            | Corey Feldman      | Jens Markgraf     |
| Vern Tessio                                              | Jerry O’Connell    | Simon Jäger       |
| John „Ace“ Merrill (King)                                | Kiefer Sutherland  | Tobias Meister    |
| William „Billy“ Tessio                                   | Casey Siemaszko    | Oliver Rohrbeck   |
| Charlie Hogan                                            | Gary Riley         | Sven Plate        |
| Richard „Eyeball“ Chambers                               | Bradley Gregg      | Sven Hasper       |
| Denny Lachance                                           | John Cusack        | Torsten Sense     |
| Mr. Lachance                                             | Marshall Bell      | Peter Neusser     |
| Mrs. Lachance                                            | Frances Lee McCain | Christine Schnell |
| Mr. Quidacioluo, Lebensmittelhändler                     | Bruce Kirby        | Robert Dietl      |
| Milo Pressman, Schrottplatzbesitzer                      | William Bronder    | Alexander Herzog  |
| Bürgermeister Grundy („Lardass“-Geschichte)              | Scott Beach        | Wolfgang Völz     |
| Bob Cormier („Lardass“-Geschichte)                       | Matt Williams      | Thomas Petruo     |

## Rezeption

### Publikumserfolg und popkulturelle Referenzen
Stand By Me entwickelte sich an den Kinokassen zum Erfolg und spielte alleine in den USA über 52 Millionen US-Dollar ein, womit man das Filmbudget von acht Millionen US-Dollar deutlich wieder einspielte.
Eine Anspielung auf Stand By Me lässt sich unter anderem in der Originalversion des Spiels Pokémon finden: Stellt man im Hause des Protagonisten den Fernseher an, so erscheint der Text „Four boys are walking on a railroad track“ in Anlehnung an den Film.
In der Zeichentrickserie Family Guy wird der Film in der Episode Three Kings (Staffel 7, Episode 15) parodiert. Das Ende der Episode Brokeback Swanson (Staffel 14, Episode 8) ist an das Ende des Films angelehnt. Mehrere Motive und Filmszenen werden auch im Adventure-Spiel Life Is Strange (2015) zitiert oder nachempfunden, zum Beispiel Elemente der Bahnstrecke, der Schrottplatz und die Begegnung mit dem Reh. Eine weitere Anspielung findet sich auch in der Netflix-Serie Stranger Things (Staffel 1, Folge 5), in der die vier Hauptcharaktere auf der Suche nach ihrem verschwundenen Freund die Bahnstrecke entlanglaufen. In der 5. Folge der 13. Staffel der Simpsons erlebt Homer einen drogeninduzierten Flashback in seine Kindheit, in dem er eine Wanderung mit zuerst nur zwei Freunden unternimmt. Die älteren Jugendlichen werden hier von den späteren Kleinstadtmafiosi der Serie verkörpert und von Moe Szyslak mit einem Luftgewehr vertrieben, der sie ab da begleitet. Auch hier wandern die Kinder an einem Bahngleis entlang und singen, und am Ende stoßen sie ebenfalls auf eine Leiche. Gleichzeitig spielt diese Folge auch auf die Serie Wunderbare Jahre an.

### Auszeichnungen
Stand by Me erhielt Nominierungen für den Golden Globe Award in den Kategorien Bester Film – Drama und Beste Regie sowie für den Oscar für das Beste adaptierte Drehbuch.

### Kritiken
Seit seiner Veröffentlichung erhielt Stand By Me zum großen Teil freundliche Rezensionen. Stephen King zeigte sich ebenfalls erfreut über den Film und bezeichnete ihn später als in seinen Augen erste gelungene Verfilmung eines seiner Werke. „Stand By Me – Das Geheimnis eines Sommers ist wahrscheinlich die beste Kino-Verfilmung eines meiner Bücher. Der Film ist werkgetreu und verläuft emotional ganz ähnlich wie die Geschichte. Er hat mich sehr bewegt, als ihn mir Regisseur Rob Reiner damals in einem Hotel gezeigt hat. Ich habe Rob umarmt, als der Film vorbei war. Stand By Me hat mich zum Weinen gebracht, so nahe war er mir.“
Beim US-amerikanischen Kritikerportal Rotten Tomatoes fallen 48 der insgesamt 53 Kritiken positiv aus, womit der Film eine Wertung von 91 % besitzt. Kritisch äußerte sich beispielsweise Walter Goodman in der New York Times vom 8. August 1986, der die übermäßige Verwendung von Schimpfwörtern bemerkte und die Episode mit dem Kuchenwettbewerb für „ekelig genug um 12-jährige zu unterhalten“ befand. Die vier Jungen seien „liebenswert und haben auch als Gruppe ihre Momente“, aber Rob Reiners Regie hämmere „jedes offensichtliche Element in ein offensichtliches Drehbuch“. Reiners Regie blicke nur auf die Reaktionen des Zuschauers.
In Deutschland schreibt der Filmdienst, der Film sei eine der „geglücktesten Stephen-King-Verfilmungen“: „Sensible und stimmungsvolle Beschreibung eines jugendlichen Abenteuers, wie alle Initiationsgeschichten mehr an Charakteren und Motiven interessiert als an vordergründiger Action.“ Prisma bezeichnete Stand By Me als „eindrucksvollen Jugendfilm, der durch Witz, Spannung und gute Jungdarsteller besticht“.